# Taenaris macropina
Taenaris macropina är en fjärilsart som beskrevs av Hans Fruhstorfer 1904. Taenaris macropina ingår i släktet Taenaris och familjen praktfjärilar. Inga underarter finns listade i Catalogue of Life.